# ブリューワーヒメドリ
ブリューワーヒメドリ （学名：Spizella breweri）は、スズメ目ホオジロ科に分類される鳥類の一種。

## 分布
アメリカ、メキシコ